# Kotu
Kotu è un'isola delle Tonga. Amministrativamente appartiene alla divisione Haʻapai, nel distretto di Lulunga. 
Si trova nella parte nord-orientale del paese, 140 km a nord di Nukuʻalofa, la capitale del paese.
L'isola si trova all'estremità occidentale del gruppo di Lulunga, vicino alle isole di Putuputua e Matuku. A sud-est si estende un piccolo arcipelago con numerosi piccoli scogli e le isole di Kito, Foua, Teaupa e Tungua. A ovest, la barriera corallina di Hakau Kopau forma una barriera naturale contro l'oceano aperto.
L'unico villaggio, Kotu, si trova nel cuore dell'isola. Al censimento del 2021, l'isola aveva 146 abitanti.